# Barbouromeryx trigonocorneus
Il barbouromerice (Barbouromeryx trigonocorneus) è un mammifero artiodattilo estinto, appartenente ai dromomericidi. Visse nel Miocene inferiore (circa 20 - 15 milioni di anni fa) e i suoi resti fossili sono stati ritrovati in Nordamerica.

## Descrizione
Questo animale era simile a un'antilope dalle corna corte, e dalla statura moderata. Il cranio era dotato di brevi corna sopra le orbite, dalla sommità bulbosa. Nella parte posteriore del cranio era presente un'altra struttura simile a un corto corno, che si protendeva dalla zona della nuca e aveva anch'esso una forma bulbosa. Era presente una fossa lacrimale, così come un corto diastema tra i canini a forma di sciabola (nei maschi) e i premolari. Questi ultimi erano grandi e non molto simili ai molari. Nel quarto premolare inferiore era presente una fossetta anteriore. I molari erano a corona bassa (brachiodonti) e su quelli inferiori era presente la cosiddetta "Palaeomeryx fold". Le zampe erano moderatamente allungate. 

## Classificazione
I primi fossili di questo animale, ritrovati in Nebraska, vennero attribuiti nel 1934 a una nuova specie del genere già noto Dromomeryx (D. trigonocorneus) da Barbour e Schultz. Nel 1937 fu Frick a riconoscere in questa specie una distinta linea evolutiva tale da meritare l'attribuzione a un genere a sé stante, Barbouromeryx. I fossili di questo animale sono stati scoperti in vari giacimenti del Miocene inferiore in Nebraska, Texas, South Dakota e Wyoming. 
Barbouromeryx fa parte dei dromomericidi, un gruppo di artiodattili tipici del Miocene americano, caratterizzati da vistose appendici craniche e di incerta collocazione sistematica. In particolare, Barbouromeryx è considerato il più antico tra i dromomericidi e sembrerebbe essere all'origine del gruppo dei cranioceratini, una branca di dromomericidi dotati di un corno nucale. Affine a questa forma era Bouromeryx, dotato di corna più sviluppate e di dimensioni leggermente più grandi. In Sudamerica è stato inoltre rinvenuto un altro animale molto simile a Barbouromeryx, noto come Surameryx, in terreni del Miocene superiore; questo animale ha contribuito a ridefinire la tempistica dell'interscambio faunistico tra le due Americhe. 